# V poledne (Mayer)
V poledne (W południe) – poemat czeskiego poety romantycznego Rudolfa Mayera, opublikowany w 1862. Powstał pod wpływem rewolucyjnego liryka niemieckiego z czasu Wiosny Ludów Ferdinanda Freiligratha. Jest napisany strofą ośmiowersową układaną wierszem jambicznym.
Na pusté dílně teskno leží,
utichnul dávno kladiv ruch —
jen kola ještě hrčíc běží,
a stále žene páry duch;
ten strašný velikán jak děcko
dá člověkem se vést, mu slouží —
jenž svoboden by sřítil všecko,
na rozkaz na sta kol tu krouží.